# Grégoire Carneiro
Pour les articles homonymes, voir Carneiro (homonymie).
Grégoire Carneiro, né le 8 novembre 1948 à Madrid (Espagne), est un homme politique français, ancien député de Haute-Garonne et actuel maire de Castelginest.

## Détail des fonctions et des mandats
Mandat parlementaire
- 2 avril 1993 - 21 avril 1997 : député de la 5e circonscription de la Haute-Garonne

Mandats locaux
- depuis le 19 juin 1995 : maire de Castelginest
- Vice-président de Toulouse Métropole